# Il Grinta
Il Grinta (True Grit) è un film western diretto dal regista Henry Hathaway nel 1969, con il quale l'attore John Wayne ottenne il premio Oscar al miglior attore protagonista.
Il film è tratto dall'omonimo romanzo dello scrittore Charles Portis pubblicato a puntate l'anno precedente sulla rivista The Saturday Evening Post.

## Trama
In una fattoria in una terra di frontiera, negli Stati Uniti nord-occidentali, il capofamiglia parte per un viaggio d'affari con l'intenzione di acquistare dei cavalli, ma durante il viaggio il suo aiutante Tom Chaney, ubriaco dopo una serata passata in un saloon a bere e a giocare a carte, lo uccide, lo deruba e si dà alla fuga, unendosi ad una banda di fuorilegge.
Mattie Ross, la giovanissima figlia del fattore ucciso, non si dà per vinta e cerca di ottenere giustizia. Fattasi coraggio, mette mano ai risparmi di famiglia e arriva in città per ingaggiare un vecchio sceriffo che, seppure mezzo alcolizzato, sovrappeso e con un occhio solo, ha fama di cacciatore di uomini implacabile. Ora assai malmesso, vive assieme a un vecchio e scaltro cinese e a un grosso gatto. Quest'uomo è Rooster Cogburn, detto "il Grinta", a cui lei propone di andare alla ricerca del bandito Chaney, che nel frattempo si era unito alla banda di Ned Pepper, che il Grinta aveva ferito al labbro in uno scontro precedente.
Cogburn mostra a Mattie come si tratta la gente come Chaney, che Mattie vorrebbe catturare vivo e non morto: vedendo un grosso topo aggirarsi per la casa, lo ammonisce di andarsene dalla dispensa. Il topo ovviamente non si muove e il Grinta, sfoderata la rivoltella, gli spara. La sua morale è: "Puoi trattare con la gente per bene, non con le bestie come Chaney".
Mattie è una ragazzina decisa e pignola, educata, ma capace di tenere testa a ogni obiezione di chi la considera ancora troppo giovane. Insoddisfatta parzialmente di quanto sta facendo il Grinta, incontra nella pensione in cui alloggia il ranger texano La Boeuf, anch'egli alla ricerca dello stesso fuorilegge. Lei gli propone di partecipare all'azione, e il Grinta si arrabbia, in quanto odia i texani e non manca di farlo presente. Alla fine si convince che si tratta di un male minore rispetto al successo della missione.
Mattie, La Boeuf e il Grinta si mettono in viaggio verso la zona montagnosa nella quale la banda si è ritirata dopo la scorreria. Per i gusti di entrambi, Mattie è troppo loquace e pretenziosa, oltre a essere troppo giovane, e così cercano di distanziarla più volte e indurla a ritornare a casa. Ma lei non demorde, riuscendo anche ad attraversare un fiume a nuoto pur di star loro appresso, al punto che i due uomini si rendono conto che la ragazza è degna di stare con loro e l'accettano nella pattuglia.
Il viaggio è duro e pieno di insidie. Per prima cosa catturano due dei fuorilegge, lasciati indietro in una casa abbandonata. Uno dei due viene ucciso dall'altro pur di non farlo parlare, mentre il secondo viene a sua volta ammazzato dai due sceriffi. Dopo altri giorni di ricerca Mattie, andando a prendere l'acqua dal fiume per cucinare, vede per prima i banditi e viene catturata, non prima di avere sparato a uno di loro, lo stesso Tom Chaney, rompendogli una costola.
Nel frattempo Cogburn affronta il grosso della banda, a cui chiede solo di consegnargli Chaney. Ma il capobanda non accetta, e ha luogo un epico duello. Come già avvenne in una sua precedente avventura, in cui il Grinta mise in fuga degli inseguitori che lo accusavano di frode, ben prima di diventare sceriffo, lui attacca al galoppo con le redini in bocca, tenendo una carabina con una mano e una pistola nell'altra. In pochi secondi riesce a uccidere tutti e quattro i banditi, tra cui anche il capobanda Ned Pepper.
Nel frattempo Mattie viene liberata da La Boeuf, che viene gravemente ferito a sua volta da Chaney. Lei cade in una fossa piena di serpenti a sonagli, e uno di questi la morde. Il Grinta sopraggiunge nelle vicinanze della fossa, spara a Chaney, ferendolo a morte e facendo precipitare anche lui nella fossa dei serpenti, e assieme a La Boeuf riesce a trarre in salvo la ragazzina, issandola fuori dalla fossa. La Boeuf muore subito dopo, Mattie sta molto male e il Grinta la porta alla massima velocità verso la città più vicina per farla curare da un dottore. Nella corsa il cavallo di Mattie muore dalla fatica, ma alla fine la ragazza viene salvata.
Giustizia è fatta, anche se non si è trattato di una cosa da poco. La Boeuf è morto, così come anche il cavallo di Mattie. Alla fine il Grinta e Mattie si ritrovano al cospetto della tomba del padre di lei, sita in un cimitero privato vicino alla fattoria. Visto che Cogburn non ha nessuno, lei gli chiede di accettare, una volta morto, di riposare accanto a suo padre. Lui le dimostra gratitudine, ma le dice anche di non serbargli rancore se approfitterà il più tardi possibile dell'offerta. Rimontato a cavallo, si allontana nella prateria, saltando a cavallo una staccionata e sventolando il cappello.

## Produzione
Le riprese del film ebbero luogo principalmente nella Contea di Ouray, Colorado, nei pressi della cittadina di Montrose (Contea di Montrose), e di Ouray.

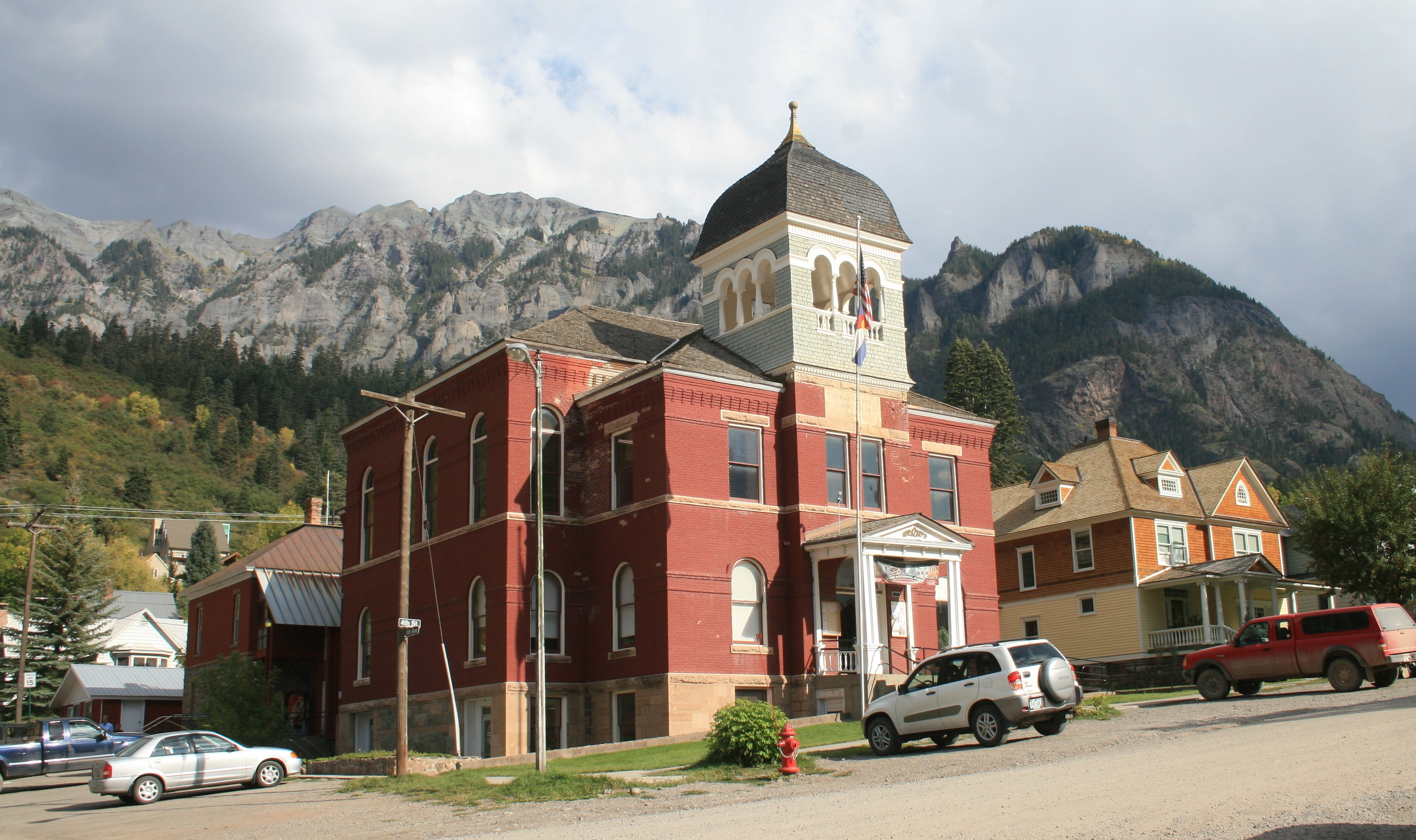
Il palazzo di giustizia di Ouray County, costruito nel 1888

Altre scene furono girate a Hot Creek sul lato orientale della Sierra Nevada vicino alla città di Mammoth Lakes, California. Le riprese si tennero dal settembre al dicembre del 1968.
Inizialmente Mia Farrow avrebbe dovuto interpretare Mattie nel film. Tuttavia, prima dell'inizio delle riprese, girò un film in Inghilterra con Robert Mitchum, che le sconsigliò vivamente di lavorare con il regista Henry Hathaway. La Farrow chiese al produttore Hal B. Wallis di sostituire Hathaway con Roman Polański, che l'aveva diretta in Rosemary's Baby, ma Wallis rifiutò. Quindi Mia Farrow lasciò il film. La sua parte venne offerta a Sondra Locke e Tuesday Weld, ma entrambe rifiutarono il ruolo. John Wayne conobbe Karen Carpenter a un talent show del quale era il conduttore, e la raccomandò al regista per la parte, nonostante il parere contrario dei produttori che non volevano un'attrice esordiente senza esperienza alcuna. Wayne cercò anche di raccomandare sua figlia Aissa per la parte, ma alla fine, dopo aver preso in considerazione Sally Field, la scelta cadde su Kim Darby.
Elvis Presley era la scelta principale per la parte di LaBoeuf, ma la produzione ci rinunciò dopo che il suo manager aveva chiesto un compenso troppo alto, maggiore anche di quello del protagonista Wayne. Al suo posto fu scritturato Glen Campbell. Wayne si era interessato al personaggio del "Grinta" dopo aver letto l'omonimo romanzo di Charles Portis.
Wayne definì il copione scritto da Marguerite Roberts "il miglior copione che abbia mai letto" e si prodigò molto affinché venisse approvato ed accreditato al nome della donna nonostante la Roberts fosse stata inserita anni prima nella lista nera di Hollywood per presunte simpatie comuniste. Garry Wills scrisse nel suo libro John Wayne's America: The Politics of Celebrity, che la performance di Wayne come Rooster Cogburn ricorda molto da vicino il modo nel quale Wallace Beery interpretava personaggi simili negli anni trenta e quaranta, scelta ispirata e sorprendente da parte di Wayne. Wills commentò quanto sia difficile per un attore imitarne un altro per l'intera durata di un film.
Il cavallo utilizzato nella scena finale de Il Grinta si chiamava Dollor, e aveva due anni (nel 1969). Dollor ('Ol Dollor) fu il cavallo preferito di John Wayne per un decennio. Wayne se lo portò dietro in numerosi altri western, incluso il suo ultimo film, Il pistolero. Wayne volle che Dollor fosse inserito nella sceneggiatura de Il pistolero perché era molto affezionato all'animale; fu una delle sue condizioni per accettare la parte e prendere parte al progetto. Wayne non permetteva che nessun altro cavalcasse Dollor, con la sola eccezione di Robert Wagner, che montò in sella al cavallo nello show televisivo Hart to Hart, dopo il decesso di Wayne.
Dopo aver letto il romanzo True Grit di Charles Portis, John Wayne era entusiasta di recitare nel ruolo di Rooster Cogburn, ma con l'avvicinarsi dell'inizio delle riprese, l'attore venne assalito dai dubbi su come avrebbe dovuto interpretare il personaggio. Naturalmente, era nervoso perché la parte era fuori dalla sua "comfort zone" e non era stata specificamente adattata al suo personaggio cinematografico da uno dei suoi sceneggiatori interni. Henry Hathaway, che diresse il film, fu in grado di fugare molti dei dubbi di Wayne, in particolare per quanto riguardava la benda nera sull'occhio che avrebbe dovuto indossare, il regista gliene fece fare una di garza, permettendo così a Wayne di vedere ugualmente da entrambi gli occhi. Wayne pensava che il film fosse stato modificato troppo al montaggio da Hathaway. Tuttavia, nel maggio 1969, poche settimane prima che il film fosse distribuito, Wayne scrisse a Marguerite Roberts ringraziandola per la sua "magnifica" sceneggiatura, specialmente per il bellissimo finale nel cimitero che aveva ideato nello stile di Portis. Wayne e Kim Darby lavorarono molto bene insieme, ma a Henry Hathaway la ragazza non piaceva, e dichiarò: «Il mio problema con lei era semplice, non è particolarmente attraente, quindi la sua recitazione consisteva principalmente nel sembrare "carina" e "buffa". Durante tutto il film, ho dovuto impedirle di recitare in modo divertente, fare smorfie, battute e così via».
Quando il film stava per uscire nei cinema, Kim Darby disse al produttore Hal Wallis che non avrebbe mai più lavorato con Hathaway. Invece, con John Wayne era stata tutta un'altra questione, la ragazza disse: «È stato meraviglioso lavorare con lui, davvero». «Quando lavori con qualcuno che è una grande star come lui ... c'è una sensazione inespressa che in qualche modo crea l'ambiente ideale per le condizioni di lavoro sul set. E crea un ambiente che è molto sicuro in cui lavorare. È molto favorevole alle persone che lo circondano e alle persone con cui lavora, molto disponibile. È davvero lo specchio, un riflesso onesto, di ciò che è realmente. Voglio dire, lui è quello che vedi sullo schermo. È semplice e diretto e lo adoro nel suo lavoro». Circondato da un regista iroso, da un'attrice nervosa e dall'inesperto Glen Campbell, Wayne prese le redini della produzione allo stesso modo di come Rooster Cogburn risolve la storia nel climax del film. «Era lì sul set prima di chiunque altro e conosceva perfettamente ogni battuta», dichiarò Kim Darby. Sia Wayne che Hathaway ebbero delle difficoltà a lavorare con Robert Duvall, specialmente il regista gli fece molte sfuriate sul set.

## Distribuzione
Il film, dopo l'uscita avvenuta nelle sale statunitensi l'11 giugno 1969, arrivò nelle sale cinematografiche nell'autunno dello stesso anno.

### Edizione italiana

#### Doppiaggio
La versione italiana del film è stata curata dal dialoghista Alberto Piferi, che ha curato l'adattamento dei dialoghi. Il doppiaggio italiano, diretto da Emilio Cigoli il quale ha doppiato John Wayne nel film, venne eseguito dalla S.A.S. negli stabilimenti di Via Omboni.

## Accoglienza
Nel suo primo anno nelle sale, il film incassò al botteghino circa 11.5 milioni di dollari nei soli Stati Uniti. Nell'aggregatore di recensioni Rotten Tomatoes, il film ha un indice di gradimento dell'88% basato su 52 recensioni da parte di critici professionisti, con un voto globale di 7.9 su 10.
John Wayne si aggiudicò il Golden Globe e l'Oscar come miglior attore protagonista (l'unico della sua lunga carriera). Alla cerimonia degli Oscar, ricevendo il premio Wayne disse: «Wow! Se lo avessi saputo prima, mi sarei messo quella benda 35 anni prima».

## Sequel e rifacimenti
Il film, nonostante per l'epoca fosse un western convenzionale e a tratti reazionario, ebbe un grande successo e venne seguito da un ulteriore lungometraggio, in italiano noto come Torna "El Grinta" (diretto da Stuart Millar nel 1975), in cui Wayne ebbe come partner un'attrice d'eccezione, Katharine Hepburn. Esistono anche un terzo capitolo televisivo del 1978, Un uomo di carattere, e un omonimo remake del 2010 diretto da Joel e Ethan Coen, tratto dallo stesso romanzo di Charles Portis.

## Riconoscimenti
- 1970 - Premio Oscar
  - Miglior attore protagonista a John Wayne
  - Candidatura Miglior canzone (True Grit) a Elmer Bernstein e Don Black
- 1970 - Golden Globe
  - Miglior attore in un film drammatico a John Wayne
  - Candidatura Miglior attore debuttante a Glen Campbell
  - Candidatura Miglior canzone (True Grit) a Elmer Bernstein e Don Black

- 1970 - Premio BAFTA
  - Candidatura Miglior attrice debuttante a Kim Darby
- 1970 - Writers Guild of America
  - Candidatura Migliore sceneggiatura non originale a Marguerite Roberts